# Геррейру, Рубен
Рубен Геррейру (порт. Rúben António Almeida Guerreiro, род. 6 июля 1994, Португалия) — португальский профессиональный шоссейный велогонщик, свыступающий с 2020 года за команду мирового тура «EF Pro Cycling». Чемпион Португалии 2017 года в групповой гонке.